# Brackenphiloscia vandeli
Brackenphiloscia vandeli là một loài chân đều trong họ Philosciidae. Loài này được Ortiz, Garcia Debras & Lalana miêu tả khoa học năm 1999.